# Lijst van bruggen over de Twentekanalen
Over de Twentekanalen liggen in totaal 37 bruggen. Over het kanaalvak van Zutphen naar Enschede 25 en over de zijtak naar Almelo 12. Voetgangersbruggetjes voor dienstpersoneel bij de sluizen zijn niet meegerekend.

## Zutphen - Enschede
| Km.: | Naam:                                                | Soort:                                           | Traject:                                                                                  | Afbeelding:               |
| ---- | ---------------------------------------------------- | ------------------------------------------------ | ----------------------------------------------------------------------------------------- | ------------------------- |
| 1,1  | Polbrug                                              | verkeersbrug (boogbrug)                          | Zutphen - Deventer                                                                        |                           |
| 1,9  | Spoorbrug Twentekanaal                               | spoorbrug (boogbrug)                             | Arnhem - Leeuwarden Zutphen - Glanerbeek                                                  |                           |
| 2,1  | Eefdesebrug                                          | verkeersbrug (boogbrug)                          | Zutphen - Eefde (Deventerweg/Rustoordlaan)                                                |                           |
| 3,4  | Sluis Eefde                                          | verkeersbrug (liggerbrug)                        | Eefde - Warnsveld (Kapperallee)                                                           |                           |
| 7,5  | Almensebrug                                          | verkeersbrug (boogbrug)                          | Zutphen - Laren (Kapelweg)                                                                |                           |
| 9,7  | Ehzerbrug                                            | verkeersbrug (vakwerkbrug)                       | Almen - Laren (Ehzerallee)                                                                |                           |
| 11,2 | Dochterensebrug                                      | verkeersbrug (liggerbrug)                        | Laren - Klein Dochteren (Dochterenseweg)                                                  |                           |
| 14,5 | Exelsebrug                                           | verkeersbrug (boogbrug)                          | Zutphen - Hengelo (Rondweg-West)                                                          |                           |
| 16,4 | Lochemsebrug                                         | verkeersbrug (vakwerkbrug)                       | Zutphen - Hengelo (Stationsweg)                                                           |                           |
| 16,9 | Nettelhorsterbrug (in aanbouw geplande opening 2025) | verkeersbrug (boogbrug)                          | Zutphen - Hengelo                                                                         |                           |
| 19,3 | Mogezompsebrug                                       | verkeersbrug (liggerbrug)                        | Nettelhorst - Armhoede (Mogezompsweg)                                                     |                           |
| 21,1 | Grensbrug                                            | verkeersbrug (liggerbrug)                        | Markelo - Gelselaar (Stokkumerbroekweg)                                                   |                           |
| 23,8 | Markelosebrug                                        | verkeersbrug (vakwerkbrug)                       | Markelo - Stokkum (Stationsweg)                                                           |                           |
| 25,5 | Diepenheimsebrug                                     | verkeersbrug (boogbrug/liggerbrug)               | Markelo - Diepenheim (Diepenheimsedijk)                                                   |                           |
| 29,1 | Weldammerbrug                                        | verkeersbrug (boogbrug)                          | Goor - Diepenheim (Diepenheimseweg)                                                       |                           |
| 30,8 | Hengelerbrug                                         | verkeersbrug (boogbrug)                          | Zutphen - Hengelo (Rondweg)                                                               |                           |
| 33,6 | Dorrebrug                                            | verkeersbrug (liggerbrug)                        | Wiene - Zeldam (Veldhuisweg)                                                              |                           |
| 36,2 | Sluis Delden                                         | verkeersbrug (liggerbrug)                        | Delden - Bentelo (Haarweg)                                                                |                           |
| 37,9 | St. Annabrug                                         | verkeersbrug (boogbrug)                          | Delden - Markvelde (Europalaan)                                                           |                           |
| 39,4 | Vossenbrinkbrug (Groene Brug)                        | verkeersbrug (liggerbrug)                        | Delden - Beckum (Beckumerweg)                                                             |                           |
| 41,7 | Loofrietbrug                                         | verkeersbrug (liggerbrug)                        | Zwolle - Enschede                                                                         |                           |
| 42,6 | Oelerbrug                                            | verkeersbrug (boogbrug)                          | Hengelo - Haaksbergen (Haaksbergerstraat)                                                 |                           |
| 44,2 | Boekelosebrug                                        | verkeersbrug (liggerbrug)                        | Centrum Hengelo - Industrieterrein Twentekanaal (Boekeloseweg)                            | Oude vakwerkbrug tot 2017 |
| 45,2 | Sluis Hengelo                                        | verkeersbrug (liggerbrug) spoorbrug (liggerbrug) | Hengelo - Twekkelo (Twekkelerweg) Hengelo - Boekelo (Spoorlijn Doetinchem - Hengelo GOLS) |                           |
| 46,9 | Twekkelerbrug                                        | fietsbrug (tuibrug)                              | Business and Science Park - Twekkelo (Broeierdpad)                                        |                           |
| 48,3 | Lonnekerbrug                                         | verkeersbrug (boogbrug)                          | Universiteit Twente - Haven (Auke Vleerstraat)                                            |                           |

## Zijtak Almelo
| Km.: | Naam:                   | Soort:                                     | Traject:                                                                                    | Afbeelding:            |
| ---- | ----------------------- | ------------------------------------------ | ------------------------------------------------------------------------------------------- | ---------------------- |
| 0,4  | Spoorbrug bij Wiene     | spoorbrug (boogbrug)                       | Zutphen - Hengelo (Staatslijn D)                                                            |                        |
| 0,9  | Tankinkbrug             | verkeersbrug (boogbrug)                    | -                                                                                           |                        |
| 1,6  | Cottwicherbrug          | 2 verkeersbruggen (boogbrug en liggerbrug) | Zutphen - Hengelo (Rijksweg)                                                                |                        |
| 4,1  | Warmtinkbrug            | verkeersbrug (boogbrug)                    | Delden - Enter (Rijssenseweg)                                                               |                        |
| 6,2  | Linschotbrug            | verkeersbrug (liggerbrug)                  | Amsterdam - Hengelo                                                                         |                        |
| 8,2  | Vredesbrug              | verkeersbrug (liggerbrug)                  | Bornerbroek - Enter (Enterseweg)                                                            | Vredesbrug in de verte |
| 9,8  | Hoeselderbrug           | verkeersbrug (boogbrug)                    | Almelo - Enter (Hoeselderdijk)                                                              |                        |
| 10,0 | Brug A35                | verkeersbrug (liggerbrug)                  | Zwolle - Enschede                                                                           |                        |
| 11,0 | Leemslagenbrug          | verkeersbrug (boogbrug)                    | Almelo - Ypelo (Leemslagenweg)                                                              |                        |
| 13,5 | Wierdensebrug           | verkeersbrug (boogbrug)                    | Almelo - Wierden (Wierdensestraat)                                                          |                        |
| 14,3 | Spoorbrug Twentekanaal* | dubbele spoorbrug (boogbrug)               | Deventer - Almelo (Spoorlijn Deventer - Almelo) Zwolle - Almelo (Spoorlijn Zwolle - Almelo) |                        |
| 15,5 | Spoorbrug Twentekanaal* | spoorbrug (boogbrug)                       | Almelo - Mariënberg (Spoorlijn Mariënberg - Almelo)                                         |                        |

- De officiële naam van deze bruggen is onbekend.